# Еценрихт
Еценрихт (њем. Etzenricht) општина је у њемачкој савезној држави Баварска. Једно је од 38 општинских средишта округа Нојштат ан дер Валднаб. Према процјени из 2010. у општини је живјело 1.619 становника. Посједује регионалну шифру (AGS) 9374119.

## Географски и демографски подаци
Еценрихт се налази у савезној држави Баварска у округу Нојштат ан дер Валднаб. Општина се налази на надморској висини од 429 метара. Површина општине износи 13,6 km². У самом мјесту је, према процјени из 2010. године, живјело 1.619 становника. Просјечна густина становништва износи 119 становника/km².

## Међународна сарадња
| Мјесто  | Држава  | Врста сарадње | Од    |
| ------- | ------- | ------------- | ----- |
| Лагундо | Италија | партнерство   | 1968. |
| Извор   |         |               |       |